# 安·克丽丝廷·奥勒内斯
安·克丽丝廷·奥勒内斯（挪威語：Ann Kristin Aarønes，1973年1月19日—），挪威女子足球运动员。她曾代表挪威参加1996年夏季奥林匹克运动会足球比赛，获得一枚铜牌。她也曾获得1995年世界杯女子足球赛冠军。